# Obora (Tachovi járás)
Obora település Csehországban, Tachovi járásban. Obora Milíře, Halže, Tachov, Lesná és Bärnau településekkel határos. Lakosainak száma 172 fő (2024. január 1.).

## Népesség
A település lakosságának változását az alábbi diagram mutatja:
| Lakosok száma | 1962 | 1503 | 1526 | 375  | 124  | 104  | 134  | 149  | 160  | 172  |
|               | 1869 | 1890 | 1921 | 1950 | 1980 | 2001 | 2017 | 2019 | 2022 | 2024 |